# Sanctuaire de la vie sauvage de la Cauvery
Le sanctuaire de la vie sauvage de la Cauvery est une aire protégée indienne située dans l'état du Karnataka traversée par le fleuve Cauvery.

## Caractéristiques
On y trouve les Chutes de Hogenakkal, le Mekedatu (en) et Muthathi (en).
Il est constitué de forêts décidues sèches tropicales et subtropicales, de Deccan thorn scrub forests (en) et de forêts riveraines.
Il est classé en catégorie IV par l'union internationale pour la conservation de la nature.

## Flore
On peut y voir du Hardwickia, du Albizia amara, du Terminalia arjuna , du Jamelonier.

## Faune

### Mammifères
C'est un sanctuaire pour les  tigres du Bengale, des éléphants indiens, des sangliers, des léopards indiens, des chiens sauvages d'Asie, des muntjacs, des sambars, des antilopes tétracères, des chitals, des écureuils géants de Ceylan, des loutres à pelage lisse.

### Reptiles
On peut y croiser des crocodiles des marais, des pythons molures, des cobras indiens, des vipères de Russell, des bongares annelés.

### Oiseaux
On peut y apercevoir des vautours chaugouns, des vautours indiens, des pigeons d'Elphinstone, des aigles criards, des mésanges à ailes blanches, des  Bulbuls à menton jaune, des vautours royaux, des white-bellied blue flycatcher (en), des Courvites de Coromandel, des perruches de Malabar, des large-billed leaf warbler (en), des pouillots couronnés, des oiseaux bleus des fées, des rossignols indiens, des autours huppés, des coucous jacobins, des Carpodacus, des Apus leuconyx, des fauvettes orphées, des hirondelles de rochers

## Galerie

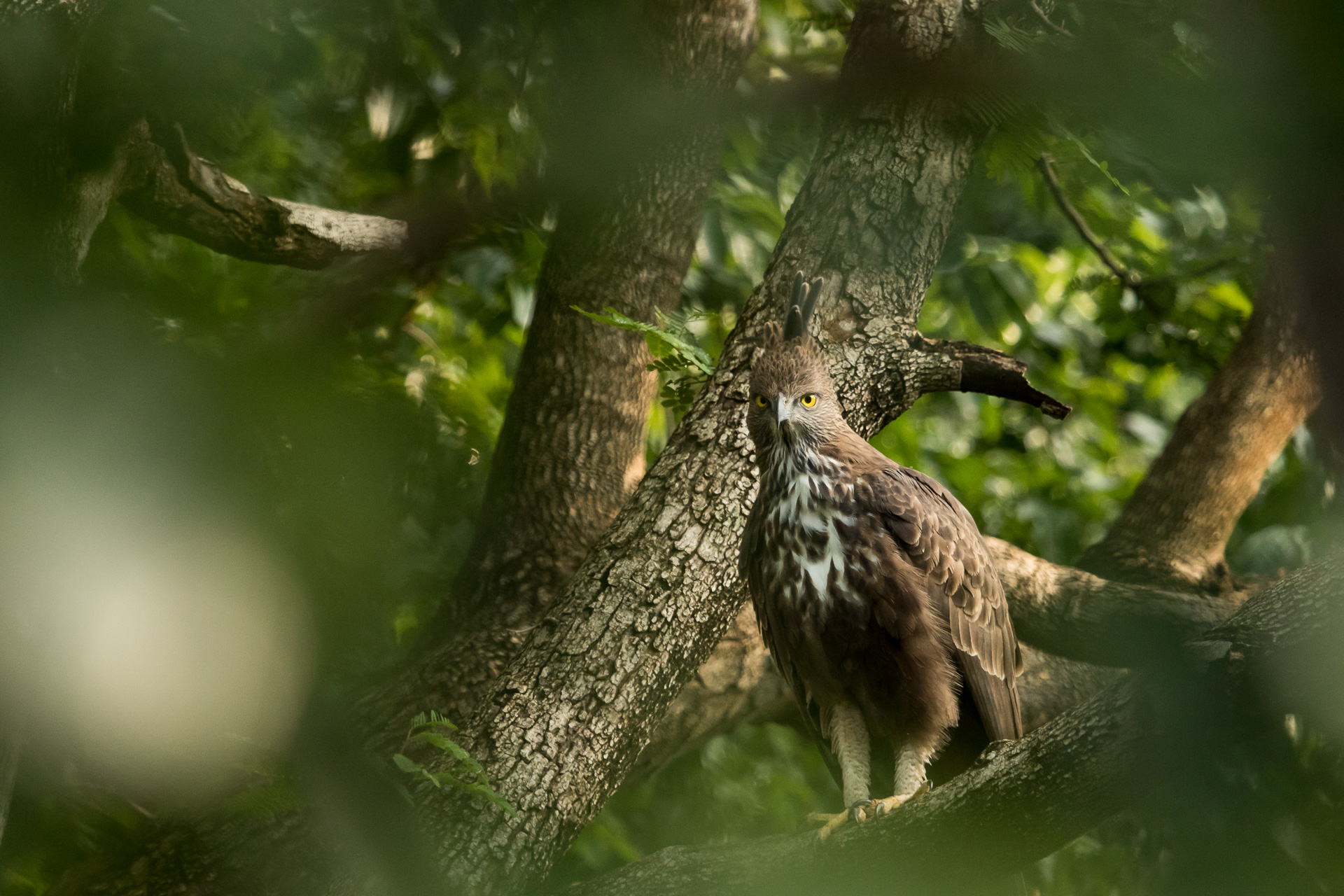
Baza huppé
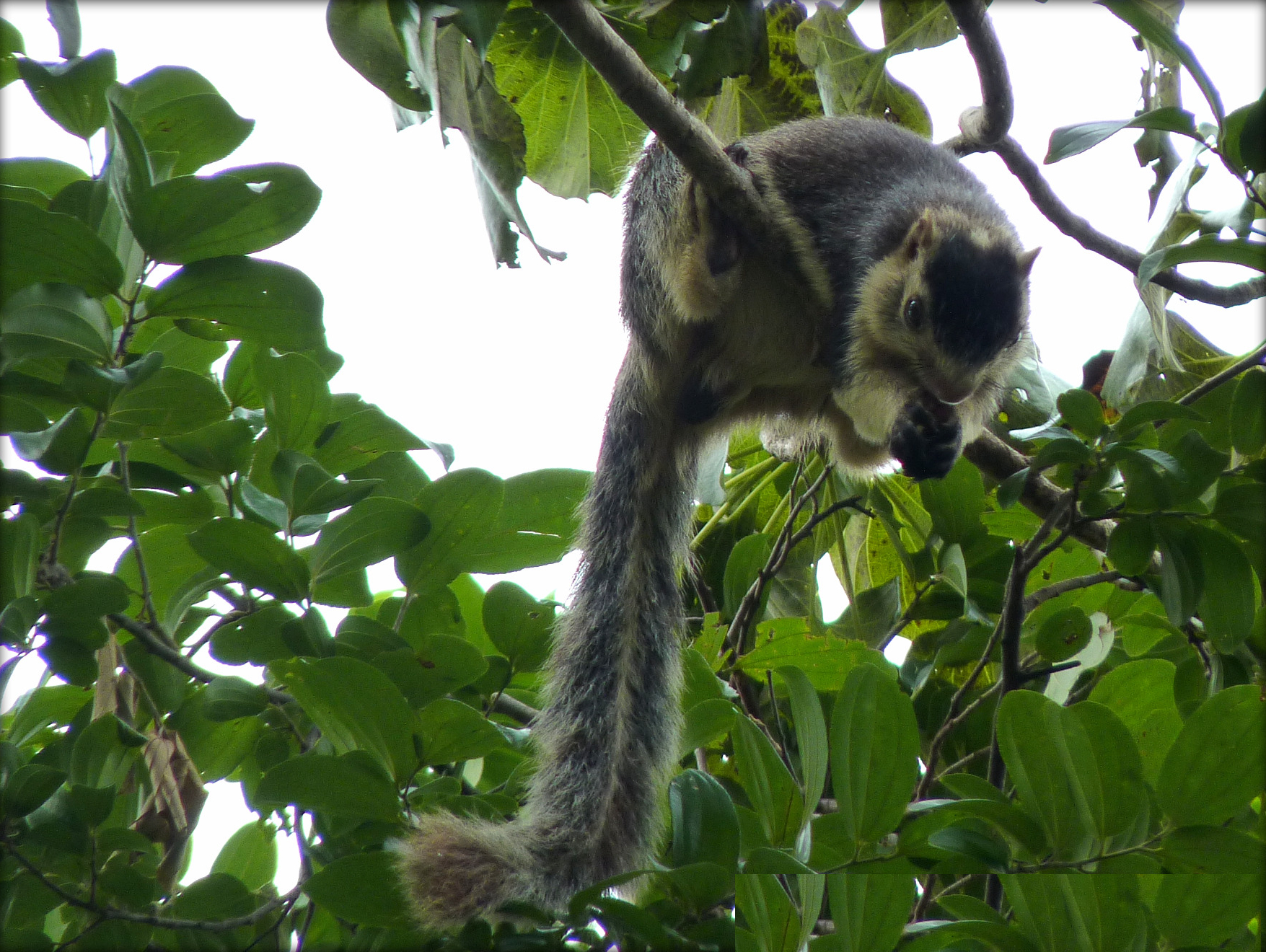
écureuil géant de Ceylan
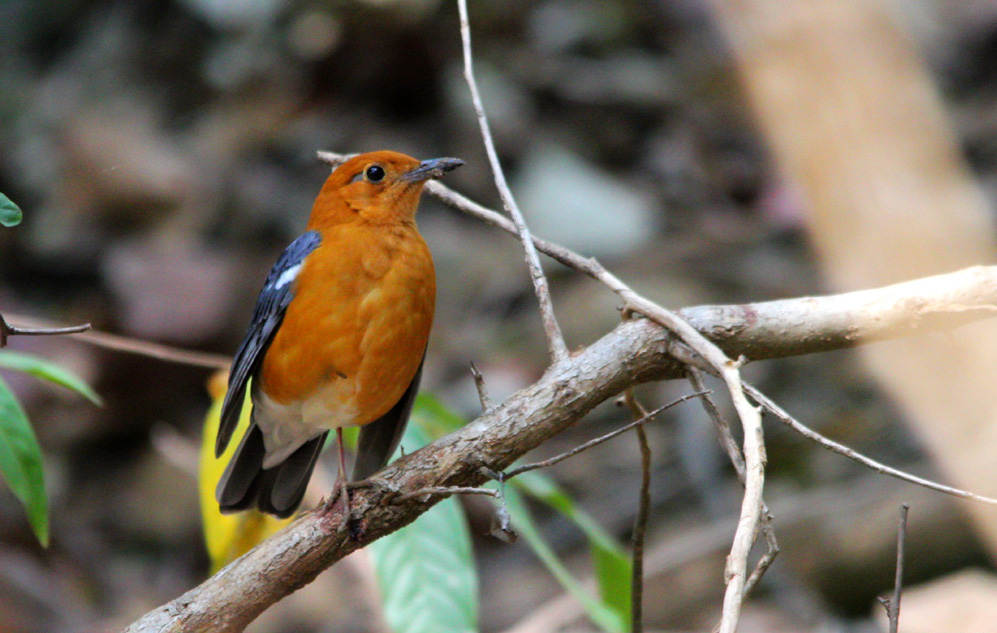
Grive à tête orange
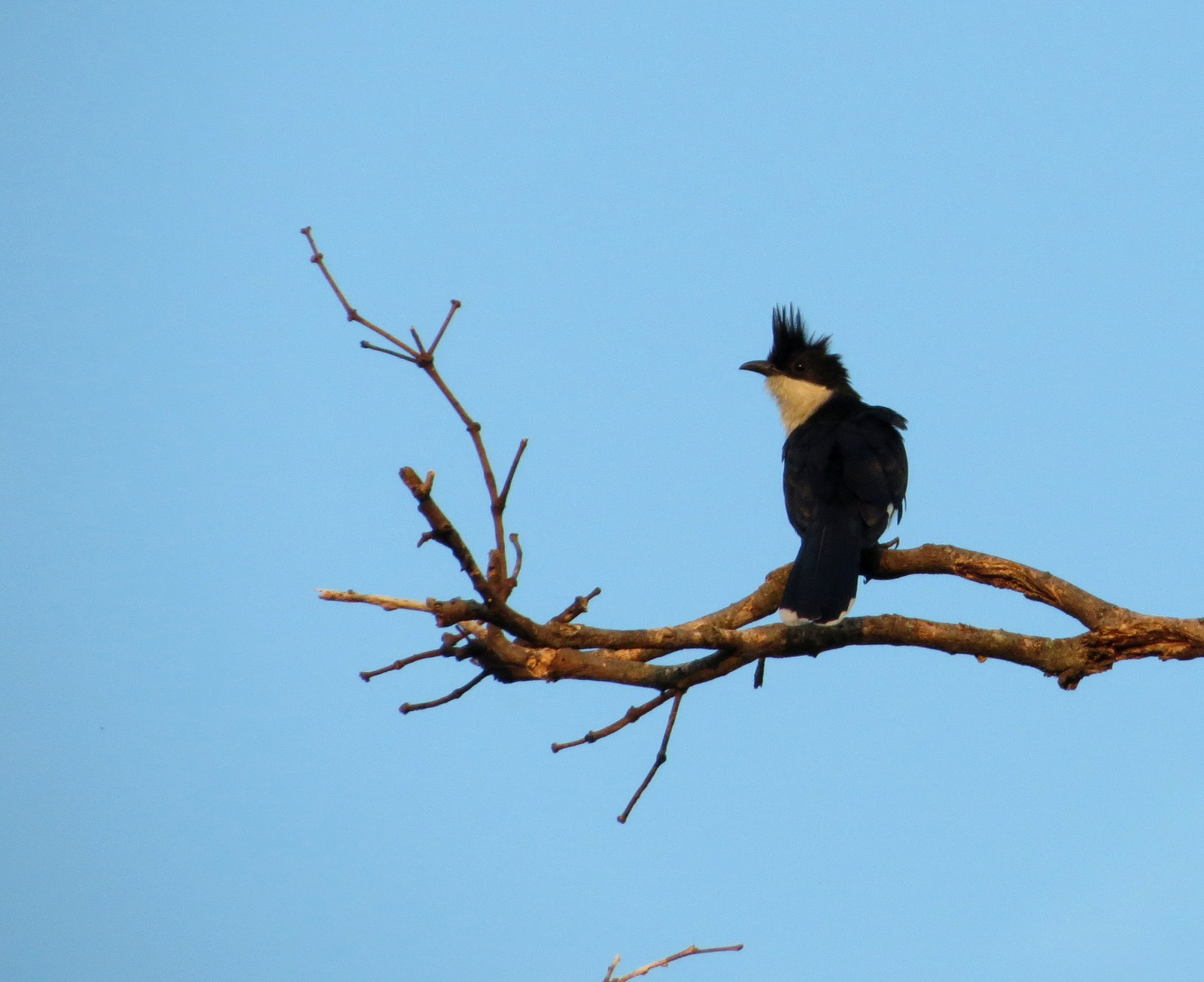
Coucou jacobin